# Елий Донат
Вижте пояснителната страница за други личности с името Донат.
Елий Донат (на латински: Aelius Donatus; * 320; † 380) e римски граматик и учител по реторика през 4 век. Той е учител на Свети Йероним, преводачът на Библията на латински.
Автор е на произведенията:
- За живота на Вергилий
- Ars grammatica